# Johan Schinkler
Johan Patrik Schinkler, född 27 juli 1963, är en svensk operasångare (bas). Han är utbildad vid Operahögskolan i Stockholm.
Han har sjungit roller på bland annat Göteborgsoperan, Folkoperan och Värmlandsoperan samt medverkat i konsertversionen av musikalen Chess. Johan Schinkler tilldelades Folkoperans vänners solist-stipendium år 2008.
Han har i övrigt även gjort rösten till Mufasa i den svenska versionen av Lejonkungen  samt stamfadern i Mulan.

## Opera och musikal
- Don Giovanni (Folkoperan, regi Peter Stormare - Leporello[2]
- Figaros bröllop (Folkoperan) - Figaro
- Così fan tutte (Folkoperan) - Don Alfonso
- Lucia di Lammermoor (Folkoperan) - Raimondo
- Friskytten (Folkoperan, regi Linus Fellbom) - Kaspar
- Faust (Folkoperan, regi Mira Bartov) - Mefistofeles
- The Lighthouse (av Peter Maxwell Davies) (hösten 2007) (Piteå Kammaropera, regi Mira Bartov) - Arthur
- Parsifal (våren 2007, Wermland Opera) - Gurnemanz
- La Bohème (Wermland Opera, regi Peter Konwitschny) - Colline
- Rigoletto (Wermland Opera) - Sparafucile
- Nibelungens ring (Wermland Opera) -  Fafner och Hagen.
- Riddar Blåskäggs borg (Göteborgsoperan) - Riddar Blåskägg
- Den flygande holländaren (Göteborgsoperan) - Daland
- Don Giovanni (sommaren 2007) (Confidencen och Göteborgsoperan, regi Claes Fellbom) - Kommendören/Masetto
- Goya av Daniel Börtz (Göteborgsoperan) - Jovellanos
- Mästersångarna i Nürnberg (Göteborgsoperan) - Veit Pogner
- Mozarts Requim (Göteborgsoperan)
- La Bohème (Göteborgsoperan) - Colline
- Götterdämmerung (2011) (Lettlands nationalopera i Riga) - Hagen
- Johannespassionen (våren 2012) (Wermland Opera) - Petrus[3]
- Chess (säsongen 2012/2013) (Göteborgsoperan) - Molokov[4]

## Filmografi
- Lejonkungen (1994) - Mufasa
- Mulan (1998) - Stamfadern
- Mulan II (2004) - Stamfadern
- Star Wars Rebels (2014) - Darth Vader
- Lejonvakten (2016) - Mufasa, Kiburi och Ora
- Draktränaren 3 (2019) - Ragnar
- Lejonkungen (2019) - Mufasa

## Diskografi
- Povel Ramel - Återbesök i holken (1991)[5]
- Anders Glenmark - Boogie i mitt huvud (1993)[6]
- Benny Andersson, Tim Rice, Björn Ulvaeus  - Chess in concert (1994)[7]
- Lejonkungen (1994)[8]
- Royal Stockholm Philharmonic Orchestra och Allmänna Sången – Distant Worlds: Music From Final Fantasy (2007)[9]